# Europejski Dzień Języków
Europejski Dzień Języków (EDJ; ang. European Day of Languages, fr. Journée européenne des langues) – międzynarodowe święto, ustanowione z inicjatywy Rady Europy, obchodzone w całej Europie corocznie 26 września. Jego celem jest zachęcenie Europejczyków do nauki języków obcych oraz propagowanie zalet różnorodności językowej.
Święto zostało ustanowione przez Radę Europy, z siedzibą w Strasburgu, w 2001 roku – na zakończenie Europejskiego Roku Języków zorganizowanego przez Radę Europy, Unię Europejską oraz UNESCO.
Z okazji święta organizowane są liczne wydarzenia – imprezy dla dzieci, okolicznościowe programy telewizyjne i radiowe, specjalne kursy językowe oraz konferencje naukowe. W poszczególnych państwach obchody są koordynowane przez Krajowe Punkty Kontaktowe. Poszczególne wydarzenia organizowane są przez instytucje kultury, organizacje pozarządowe, szkoły i biblioteki.
Celami święta są przede wszystkim:
- ukazanie Europejczykom znaczenia uczenia się języków;
- propagowanie nauki języków obcych przez całe życie;
- propagowanie różnorodności językowej i kulturowej Europy.